# Мюнх, Ганс (биолог)
Ганс (Ханс) Вильгельм Мюнх (нем. Hans Wilhelm Münch; 1911 — 2001) — немецкий биолог, участник экспериментов над людьми в Освенциме.
В период с 1943 по 1945 годы работал врачом в концлагере Освенцим. Получил прозвище «Добрый человек из Освенцима» (англ. The Good Man of Auschwitz) за отказ от содействия в массовых убийствах. Он разработал всяческие уловки, чтобы, по возможности, продлить жизнь заключенных и оставить их в живых — тем самым он спас немало жизней. Был единственным человеком, оправданным на Первом освенцимском процессе в 1947 году, так как многие оставшиеся в живых заключённые дали показания в его защиту.

## Биография
Родился 14 мая 1911 года в городе Фрайбург-им-Брайсгау, Германская империя.
После окончания гимназии изучал медицину в Тюбингенском и Мюнхенском университетах, где вошел в политическую секцию Reichsstudentenführer. В 1934 году присоединился к Национал-социалистическому союзу студентов Германии и Национал-социалистическому механизированному корпусу. В мае 1937 года Мюнх вступил в НСДАП. В 1939 году получил докторскую степень и женился. Работал в Баварии.
Когда началась Вторая мировая война, решил служить в действующей армии, но ему было отказано по причине важности его работы в тылу. В июне 1943 года Мюнх был призван в войска СС и направлен в институт гигиены «Raisko», находившийся в 4 км от Освенцима. Здесь он работал бок о бок с печально известным Йозефом Менгеле, который был с ним одного возраста и также родом из Баварии. Мюнх занялся бактериологическими исследованиями и проверками заключенных. В отличие от других врачей, он не принимал участие в «селекции» — определении, какие из поступающих в лагерь мужчин, женщин и детей могли трудиться, а каких необходимо сразу предать смерти в газовых камерах. Считал это отвратительным и отказывался от такой работы. Несмотря на это, Ганс Мюнх проводил эксперименты над заключёнными, но прибегал к различным ухищрениям, чтобы растянуть опыты на как можно больший срок, а вреда причинить как можно меньше (нужных для исследований заключённых нельзя было убивать). Тем самым он спас немало жизней, так как заключённых, которые уже были бесполезны для опытов, отправляли в газовые камеры.
После эвакуации из Освенцима в 1945 году, Мюнх провел три месяца в концлагере Дахау.
После окончания войны Мюнх был арестован и помещен в американский лагерь для интернированных, так как не смог скрыть, что был врачом в Освенциме. В качестве пленника был доставлен в 1946 году в Польшу, чтобы предстать перед судом в Кракове. На Первом освенцимском процессе был оправдан и после суда вернулся в Германию, работал как практикующий врач в Росхауптене, Бавария. В 1964 году он был приглашен на Второй освенцимский процесс, проходивший во Франкфурте-на-Майне, в качестве эксперта.
Страдая в преклонном возрасте от болезни Альцгеймера, Ганс Мюнх сделал несколько публичных заявлений в поддержку нацистской идеологии, за что его пытались осудить. Но ни один суд не осудил Мюнха, считая, что он не находился в здравом уме. Впрочем, он был заочно осуждён во Франции за высказывания расистского характера о цыганах.
В конце жизни жил в Альгое рядом с озером Форггензе. Умер в 2001 году.